# OR4D2
OR4D2 (англ. Olfactory receptor family 4 subfamily D member 2) – білок, який кодується однойменним геном, розташованим у людей на короткому плечі 17-ї хромосоми. Довжина поліпептидного ланцюга білка становить 307 амінокислот, а молекулярна маса — 34 958.
| 10         |  | 20         |  | 30         |  | 40         |  | 50         |
| ---------- |  | ---------- |  | ---------- |  | ---------- |  | ---------- |
| METGNLTWVS |  | DFVFLGLSQT |  | RELQRFLFLM |  | FLFVYITTVM |  | GNILIIITVT |
| SDSQLHTPMY |  | FLLRNLAVLD |  | LCFSSVTAPK |  | MLVDLLSEKK |  | TISYQGCMGQ |
| IFFFHFLGGA |  | MVFFLSVMAF |  | DRLIAISRPL |  | RYVTVMNTQL |  | WVGLVVATWV |
| GGFVHSIVQL |  | ALMLPLPFCG |  | PNILDNFYCD |  | VPQVLRLACT |  | DTSLLEFLKI |
| SNSGLLDVVW |  | FFLLLMSYLF |  | ILVMLRSHPG |  | EARRKAASTC |  | TTHIIVVSMI |
| FVPSIYLYAR |  | PFTPFPMDKL |  | VSIGHTVMTP |  | MLNPMIYTLR |  | NQDMQAAVRR |
| LGRHRLV    |  |            |  |            |  |            |  |            |

A: Аланін

C: Цистеїн

D: Аспарагінова кислота

E: Глутамінова кислота

F: Фенілаланін

G: Гліцин

H: Гістидин

I: Ізолейцин

K: Лізин

L: Лейцин

M: Метіонін

N: Аспарагін

P: Пролін

Q: Глутамін

R: Аргінін

S: Серин

T: Треонін

V: Валін

W: Триптофан

Кодований геном білок за функціями належить до рецепторів, g-білокспряжених рецепторів, білків внутрішньоклітинного сигналінгу. 
Локалізований у клітинній мембрані, мембрані.